# Каса-Мальпаис

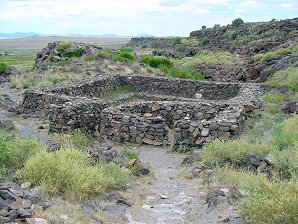
Кива в Каса-Мальпаис

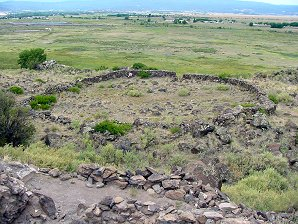
Обсерватория

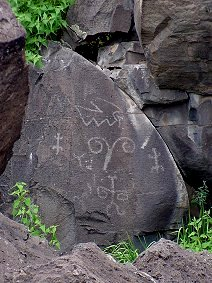
Петроглиф, изображающий кукурузу, в Каса-Мальпаис.

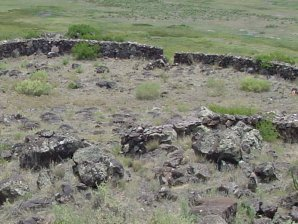
Вид обсерватории в Каса-Мальпаис вблизи

Каса-Мальпаис (исп. Casa Malpaís) — индейские руины доколумбова периода, обнаруженные близ города Спрингервилл в штате Аризона, созданные древними пуэбло (культура Могольон). Памятник причислен к Национальным историческим достопримечательностям в 1964 году. Современные индейские племена хопи и зуни считают Каса-Мальпаис священным местом своих предков.
Впервые руины Каса-Мальпаис были задокументированы в 1883 г., когда их посетил Фрэнк Кашинг — антрополог, проживавший среди индейцев зуни. Кашинг выполнил зарисовки руин.
Центр для посетителей и музей Каса-мальпаис находятся в доме 318 по улице Э. Мэйна в Спрингервилле. В музее представлены артефакты с раскопок, отсюда же начинаются экскурсии по руинам.

## Описание
Здания были сооружены около 1250 г. н. э. и населены примерно до 1440 г. н. э. Это один из наиболее поздних памятников культуры Могольон. исп. Casa Malpaís означает «дом плохой земли» — это название дали поселенцы-баски, поскольку поверхность была в основном покрыта вулканическими породами. В радиусе 80 км от Спрингервилла расположено свыше 400 вулканов, таким образом, Спрингервиллское плато является третьей по величине вулканической равниной на континентальной территории США.
Здесь обнаружены уникальные руины, в частности, кива, выполненная из вулканических пород в центре памятника. Базальтовые ступеньки под крутым наклоном ведут вверх на месу.

## Обсерватория
В Каса-Мальпаис обнаружены руины, которые археологи идентифицировали как древнюю обсерваторию. Это круглое сооружение с пятью отверстиями диаметром около 26 метров. Четыре отверстия ориентированы на солнцестояния и/или равноденствия, а пятое указывает на север — его направление соответствует камню в фундаменте в центре южной стены.